# 索曼 (康布雷区)
索曼（法語：Sommaing，法語發音：[sɔmɛ̃]）是法国北部省的一个市镇，属于康布雷区。

## 地理
索曼（50°15'55"N, 3°29'56"E）面积3.6 平方千米，位于法国上法蘭西大區北部省，该省份为法国最北部的省份及最长的省份，西北濒北海，西接加来海峡省，南至埃纳省和索姆省，东与比利时接壤。
与索曼接壤的市镇（或旧市镇、城区）包括：凯雷南、埃卡永河畔旺德日、韦尔尚莫格雷。

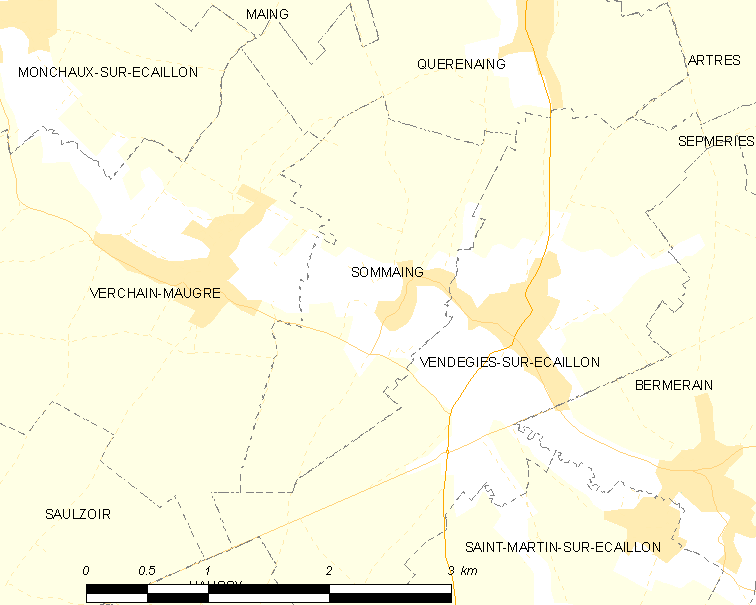
的OSM定位图

索曼的时区为UTC+01:00、UTC+02:00（夏令时）。

## 行政
索曼的邮政编码为59213，INSEE市镇编码为59575。

## 政治
索曼所属的省级选区为科德里县。

## 人口

1962-2008年间人口变化图示

索曼于2022年1月1日时的人口数量为398人。